# Pavel Golia
Pavel Golia (Trebnje, 10. travnja 1887. – Ljubljana, 15. kolovoza 1959.), slovenski pjesnik i dramatičar.
Bio je dramaturg i intendant kazališta u Ljubljani, Osijeku i Beogradu. Objavio je zbirke pjesama, drame i kazališne komade za djecu.

### Poezija
- O Ester - o Renée : izbrane pesmi. Ur. Igor Grdina. Maribor, 1997. ISBN 961-230-003-8
- Pesmi o zlatolaskah, Slovenska Matica, Ljubljana, 1921.
- Večerna pesmarica, Slovenska Matica, Ljubljana, 1921.
- Pesmi, Akademska založba v Ljubljani, 1936.
- Izbrane pesmi, Državna založba Slovenije, Ljubljana, 1951.
- Gospod Baroda in druge ljudske pesmi, Mladinska knjiga, 1966.

### Dramatika
- Dobrudža, 1915
- Kralj brezpravnih, 1928
- Kulturna prireditev v Črni mlaki, Tiskovna zadruga v Ljubljani, 1933
- Bratomor na Metavi, 1935

### Djela za mladež

#### Igre
- Petrčkove poslednje sanje, 1921
- Triglavska bajka, 1926
- Jurček, 1932
- Srce igračk, 1932
- Uboga Ančka, 1935
- Sneguljčica, 1938
- Igre, Mladinska knjiga Ljubljana, 1953
- Pesmi in igre za mladino, Mladinska knjiga, 1985

## Vanjske poveznice
- Pavel Golia[neaktivna poveznica][neaktivna poveznica] Zbirka portreta u NUKu.
- Knjižnica Pavla Golie Trebnje
- Ivan Grafenauer: Pavel Golia  Arhivirana inačica izvorne stranice od 19. ožujka 2021. (Wayback Machine) Slovenski biografski leksikon 1925–1991. Elektronska izdaja. Ljubljana: SAZU, 2009.
- Pavel Golia – autorjeva djela u zbirci Digitalne knjižnice Slovenije
- Slovenski umetniki na hrvaških odrih  Arhivirana inačica izvorne stranice od 22. listopada 2016. (Wayback Machine)